# HD 11050
HD 11050，又名CD-37 687，SAO 193303、HR 528，是一颗恒星，视星等为6.32，位于銀經256.59，銀緯-74.45，其B1900.0坐标为赤經1h 43m 25.8s，赤緯-37° -74.45′ 32″。